# لوك لي
لوك لي (بالإنجليزية: Luke Lea) هو سياسي أمريكي، ولد في 21 يناير 1783 في مقاطعة سوري في الولايات المتحدة، وتوفي في 17 يونيو 1851 في الولايات المتحدة. حزبياً، نشط في الحزب الديمقراطي. وقد انتخب عضو مجلس النواب الأمريكي.